# Thuidiopsis filaria
Thuidiopsis filaria là một loài Rêu trong họ Thuidiaceae. Loài này được (Mitt.) Broth. miêu tả khoa học đầu tiên năm 1925.